# Antonio Buoncristiani
Antonio Buoncristiani (Cerreto di Spoleto, 20 dicembre 1943) è un arcivescovo cattolico italiano, dal 6 maggio 2019 arcivescovo emerito di Siena-Colle di Val d'Elsa-Montalcino.

## Biografia
Nasce a Cerreto di Spoleto, in provincia di Perugia ed arcidiocesi di Spoleto-Norcia, il 20 dicembre 1943.

### Formazione e ministero sacerdotale
Dopo gli studi presso il Pontificio seminario regionale umbro di Assisi e l'Almo collegio Capranica di Roma consegue la licenza in teologia e scienze sociali presso la Pontificia Università Gregoriana, consegue la laurea in diritto canonico presso la Pontificia Università Lateranense e quella in scienze politiche presso l'Università degli Studi di Perugia.
Il 13 luglio 1968 è ordinato presbitero per la diocesi di Foligno.
In quello stesso anno viene nominato parroco e segretario della visita pastorale e del sinodo diocesano di Foligno. Dopo essere stato alunno della Pontificia accademia ecclesiastica, nel 1976 entra nel servizio diplomatico della Santa Sede ed è consigliere di nunziatura in Costa Rica, Zambia e Malawi.
Nel 1981 rientra in diocesi ed è nominato vicario generale dal vescovo di Foligno Giovanni Benedetti; contemporaneamente insegna sociologia e psicologia della religione presso l'istituto teologico e l'istituto superiore di scienze religiose di Assisi.

### Ministero episcopale
Il 21 luglio 1994 viene nominato vescovo di Porto-Santa Rufina da papa Giovanni Paolo II; succede a Diego Natale Bona, precedentemente nominato vescovo di Saluzzo. Il 1º ottobre successivo riceve l'ordinazione episcopale, nella cattedrale di Foligno, per l'imposizione delle mani del cardinale Agostino Casaroli, co-consacranti l'arcivescovo Jean-Louis Tauran (poi cardinale) ed il vescovo Giovanni Benedetti. Il 23 ottobre prende possesso della diocesi.
Nel 1997 è nominato legato pontificio per la Società San Paolo ed in particolare per i periodici della società stessa, come ad esempio Famiglia Cristiana.
Il 23 maggio 2001 viene trasferito all'ufficio di arcivescovo metropolita di Siena-Colle di Val d'Elsa-Montalcino da papa Giovanni Paolo II; succede a Gaetano Bonicelli, dimessosi per raggiunti limiti di età. Il 24 giugno successivo prende possesso dell'arcidiocesi, mentre il 29 giugno riceve il pallio dal pontefice in piazza San Pietro.
Il 17 novembre 2015, in occasione degli attentati di Parigi di matrice terroristica, organizza a Colle di Val d'Elsa, insieme all'imam della città, Abdel Qadar, una marcia dalla moschea al duomo con l'intento di condannare quanto accaduto.
Nel dicembre 2016 per contribuire alle spese della ricostruzione dei territori colpiti dal terremoto del Centro Italia promuove l'allestimento di una mostra in cui sono esposte 34 opere provenienti da alcune chiesa della Valnerina crollate o lesionate.
Nell'agosto 2018 suscita sconcerto la sua decisione inedita di non benedire il drappellone del palio dell'Assunta, dipinto dal belga-polacco Charles Szymkowicz, per il suo grande discostarsi dalla tradizionale iconografia mariana. 
Nell'ottobre 2018 inaugura il nuovo centro Caritas diocesano, grazie anche al contributo dell'Otto per mille, con la funzione di centro di ascolto, magazzini di stoccaggio per i beni alimentari, il vestiario e il mobilio. Esso comprende anche quattro appartamenti da adibire ad alloggio provvisorio per persone in difficoltà.
Il 6 maggio 2019 papa Francesco accoglie la sua rinuncia, presentata per raggiunti limiti di età; gli succede Augusto Paolo Lojudice, fino allora vescovo ausiliare di Roma. Rimane amministratore apostolico dell'arcidiocesi fino all'ingresso del successore, avvenuto il 16 giugno successivo.
Nel contesto della Conferenza Episcopale Italiana è stato presidente del Comitato per l'edilizia di culto e membro della Commissione episcopale per i problemi giuridici; presso la Conferenza episcopale toscana è stato, invece, vicepresidente, delegato per la pastorale della salute e presidente della Commissione episcopale del Pontificio Seminario Regionale Pio XII di Siena.

## Genealogia episcopale
La genealogia episcopale è:
- Cardinale Scipione Rebiba
- Cardinale Giulio Antonio Santori
- Cardinale Girolamo Bernerio, O.P.
- Arcivescovo Galeazzo Sanvitale
- Cardinale Ludovico Ludovisi
- Cardinale Luigi Caetani
- Cardinale Ulderico Carpegna
- Cardinale Paluzzo Paluzzi Altieri degli Albertoni
- Papa Benedetto XIII
- Papa Benedetto XIV
- Papa Clemente XIII
- Cardinale Marcantonio Colonna
- Cardinale Giacinto Sigismondo Gerdil, B.
- Cardinale Giulio Maria della Somaglia
- Cardinale Carlo Odescalchi, S.I.
- Cardinale Costantino Patrizi Naro
- Cardinale Lucido Maria Parocchi
- Papa Pio X
- Papa Benedetto XV
- Papa Pio XII
- Cardinale Eugène Tisserant
- Papa Paolo VI
- Cardinale Agostino Casaroli
- Arcivescovo Antonio Buoncristiani